# Mikael Bedros III Kasparian
Mikael Bedros III Kasparian (orm.:Միքայէլ Պետրոս Գ. Գասպարեան) (ur. ? w Aleppo, zm. 28 listopada 1780 (lub: 10 listopada 1780 wg innego źródła)) – ormiański duchowny katolicki, 3. patriarcha Kościoła katolickiego obrządku ormiańskiego w latach 1753–1753.
23 czerwca 1753 został wybrany patriarchą Kościoła ormiańskokatolickiego. Sakrę biskupią przyjął w 1753 roku. Funkcję patriarchy pełnił do swojej śmierci w 1780 roku.